# Noah Pryłucki

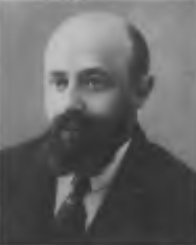
Noah Pryłucki (vor 1928)

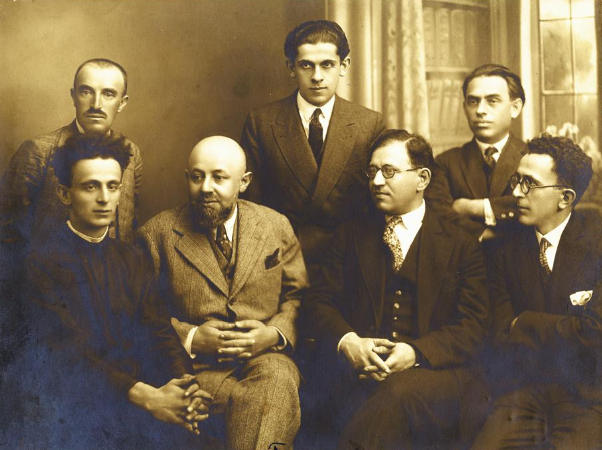
Noah Pryłucki (sitzend zweiter von links, zwischen Itzik Manger und Salman Reisen, 1928)

Noah Pryłucki, auch Noaḥ Prilutsḳi, anglisiert Noah Prilutsky, (geboren 1. Oktober 1882 in Berdytschiw, Russisches Kaiserreich; gestorben 12. August 1941 in Wilna) war ein jiddischer Philologe, Rechtsanwalt und polnischer Politiker der Folkspartei.

## Leben
Noah Pryłucki war ein Sohn des Kaufmanns und späteren Journalisten und Zeitungsherausgebers Tsevi Pryłucki (1862–1942). Er wuchs in Kremenez auf und besuchte die öffentliche Schule. Ab 1902 studierte er Jura an der Universität Warschau und wurde wegen politischer Aktivität in der Russischen Revolution von 1905 von der Universität verwiesen.
Pryłucki agitierte mit der Poale Zion für eine jüdische Universität in Russland in hebräischer Sprache (Ivrit). Er setzte bis 1907 sein Jurastudium in St. Petersburg fort und schrieb nebenher Belletristik, Feuilletons und Essays in Hebräisch und Russisch, sowie Beiträge für die Warschauer jiddische Presse. Er nahm an der  Czernowitzer Konferenz 1908 teil, änderte seine Haltung im Sprachenstreit und agitierte seither für eine jiddische Kultur.
Pryłucki heiratete Paula Rozental und arbeitete ab 1909 als Rechtsanwalt in Warschau. Er war 1910 Mitgründer der Zeitung Der moment, die zur Stimme der 1916 von ihm gegründeten und geleiteten Folkspartei wurde. Pryłucki wurde in den Warschauer Gemeinderat gewählt, dessen Wahlen von der deutschen Besatzungsmacht organisiert wurden.
Bei Kriegsende wurde er Mitglied im provisorischen Staatsrat und er wurde 1919 in den verfassungsgebenden Sejm gewählt, musste aber aus diesem zurücktreten, da er keine polnische Staatsangehörigkeit erhalten hatte. Von 1922 bis 1927 war er regulärer Abgeordneter der Sejm auf der Liste der nationalen Minderheiten. Die Folkspartei verschwand dann als eine unter den vielen jüdischen Splittergruppen.
Pryłucki verfasste vielfältige Beiträge zur jiddischen Sprache und deren Dialekten. 1924 war er Mitgründer und Mitherausgeber der Sprachzeitschrift Yidishe filologye. 1938/39 war er Herausgeber der Hauszeitschrift Yidish far ale des Yidisher Visnshaftlekher Institut (YIVO) in Wilna. Bei der deutschen Eroberung Polens floh er in das unabhängige Litauen, das sich 1940 der Region um Wilna bemächtigte. Litauen wurde seinerseits von der Sowjetunion okkupiert,  und Pryłucki wurde im Oktober 1940 der neugeschaffene Jiddisch-Lehrstuhl an der Universität Wilna angetragen. Im Januar 1941 wurde er Nachfolger von Max Weinreich, der in die USA geflüchtet war, als Leiter des YIVO-Instituts in Wilna. Nach der deutschen Eroberung 1941 wurde Pryłucki am 18. August von den nationalsozialistischen Besatzern als Jude ermordet. Sein privates Archiv wurde zerstört.

## Schriften (Auswahl)
- Natsionalizm un demokratizm (jiddisch[2]). 1907
- Farn mizbeyekh. 1908
- (Hrsg.): Der yunger gayst. 1909
- (Hrsg.): Goldene funken. 1909
- (Hrsg.): Yidishe folkslider. 1911 und 1913
- (Hrsg.): Noyekh Prilutskis zamlbikher far yidishn folklor, filologye un kultur-geshikhte. 2 Bände. 1912 und 1917
- Barg-aroyf. 1917
- In Poyln. 1921
- Dos geṿet: dialogen ṿegn shprakh un ḳulṭur. 1. Band. Warschau: Farlag Ḳulṭur-lige, 1923